# Nhà dài M'Nông
Nhà dài của người M'Nông là một trong số các kiểu nhà truyền thống của người M'Nông (người M'Nông có nhiều kiểu nhà khác nhau tùy theo từng hệ).
Nhà dài người M'Nông về kết cấu tương tự như nhà dài người Ê Đê nhưng đơn giản hơn và không có các hoa văn trang trí truyền thống như ở cầu thang và cột, kèo như nhà dài người Ê đê. 
Ngôi nhà trệt truyền thống của người M’nông trải qua nhiều thế hệ, dài tối thiểu 30m, có khi dài đến 100m, nên thường được gọi là nhà dài. Mỗi khi trong gia đình có thêm người cưới vợ gả chồng, tách thành hộ riêng, ngôi nhà sẽ được nới dài ra để cùng chung sống. 
Nhà dài có thể là nơi sinh sống của 3 - 7 hộ. Ngôi nhà với hai hàng cột gỗ làm từ các loại cây quý, chắc chắn, hình trụ tròn, to bằng vòng tay một người ôm. Để làm được một nhà dài phải vào rừng lấy vật liệu gỗ, tre nứa, lồ ô, cỏ tranh và phải mất cả năm trời mới làm xong. Mỗi hộ đều có kho lúa, tài sản, bếp nấu ăn riêng biệt. Mỗi gia đình nhỏ thường có 2 bếp lửa. Ngay cửa ra vào có một bếp lửa dành cho đàn ông và khách. Bếp lửa phía dưới kho lúa dành cho phụ nữ nấu ăn.